# روزهای اعتراض
روزهای اعتراض یک مجموعه تلویزیونی ساخته سال ۱۳۸۴ به کارگردانی حسین سهیلی‌زاده، نویسندگی علیرضا معتمدی و تهیه‌کنندگی مهران رسام است که از شبکه دو پخش شد. این مجموعه در ۱۰ قسمت تهیه شد.

## بازیگران
- پژمان بازغی
- سام درخشانی
- سارا خوئینی‌ها
- حبیب دهقان‌نسب
- عبدالرضا اکبری
- مینا لاکانی
- رضا توکلی
- محمد مختاری
- جمشید شاه‌محمدی
- کیهان ملکی
- فرشید زارعی‌فرد
- مهری ودادیان
- سعید نورالهی